# فرانك أتشيمبونغ
فرانك أوبوكو أتشيمبونغ (بالإنجليزية: Frank Acheampong)‏ (مواليد 16 أكتوبر 1993) هو لاعب كرة قدم غاني يلعب حاليًا لصالح نادي أندرلخت البلجيكي.

## المسيرة الدولية
أستدعي فرانك في أغسطس 2012 لقائمة منتخب غانا للمباراة الودية أمام منتخب الصين. لعب أولى مبارياته كأساسي في مباراة التعادل مع الصين بنتيجة 1-1 يوم 15 أغسطس 2012. وفي 17 سبتمبر من العام ذاته، لعب أولى مبارياته في دوري أبطال أوروبا ضد بنفيكا حيث حل بديلًا في الدقيقة ال46 وانتهت المباراة بفوز بنفيكا.
يوم 23 سبتمبر 2012، أختير كقائد لمنتخب غانا تحت 20 سنة. في المباراة ضد المغرب تحت 20 في تصفيات كأس الأمم الأفريقية للشباب 2013، أحرز فرانك هدفين في المباراة التي انتهت بنتيجة 4-1.
في سبتمبر 2013، استطاع فرانك من إحراز أولى أهدافه الدولية مع المنتخب الأول أمام منتخب اليابان في مباراة ودية.

## الألقاب

### بوريرام يونايتد
- الدوري التايلاندي الممتاز (1): 2011
- كأس تايلاند (2) : 2011، 2012
- كأس الدوري التايلاندي (2): 2011، 2012

### أندرلخت
- كأس السوبر البلجيكي (2): 2013، 2014
- الدوري البلجيكي الممتاز (1): 2013-14

## إحصائيات

### المنتخب
آخر تحديث 15 أغسطس 2012.
| المنتخب | الموسم  | الظهور | الأهداف | ص. الأهداف |
| ------- | ------- | ------ | ------- | ---------- |
| غانا    | 2011–12 | 2      | 1       | 0          |
| المجموع | المجموع | 2      | 1       | 0          |

## الأهداف الدولية
| # | التاريخ        | الملعب                                  | الخصم   | الهدف | النتيجة | البطولة     |
| - | -------------- | --------------------------------------- | ------- | ----- | ------- | ----------- |
| 1 | 10 سبتمبر 2013 | ملعب يوكوهاما الدولي، كاناغاوا، اليابان | اليابان | 1–0   | 1–3     | مباراة ودية |

## روابط خارجية
- فرانك أتشيمبونغ على موقع الاتحاد الدولي (مؤرشف)  (الإنجليزية)
- فرانك أتشيمبونغ على موقع الاتحاد الأوربي (الإنجليزية)
- فرانك أتشيمبونغ على موقع قاعدة بيانات كرة القدم.إي يو (الإنجليزية)
- فرانك أتشيمبونغ على موقع ناشيونال فوتبول تيمز (الإنجليزية)
- فرانك أتشيمبونغ على موقع Soccerway.com (الإنجليزية)
- فرانك أتشيمبونغ على موقع عالم كرة القدم.نت (الإنجليزية)
- فرانك أتشيمبونغ على موقع كووورة
- فرانك أتشيمبونغ على موقع AS.com (الإسبانية)
- http://www.imscouting.com/players/frank-acheampong/
- http://www.thaipremierleague.co.th/players_profile2.php?playerID=2159